# 乾手機

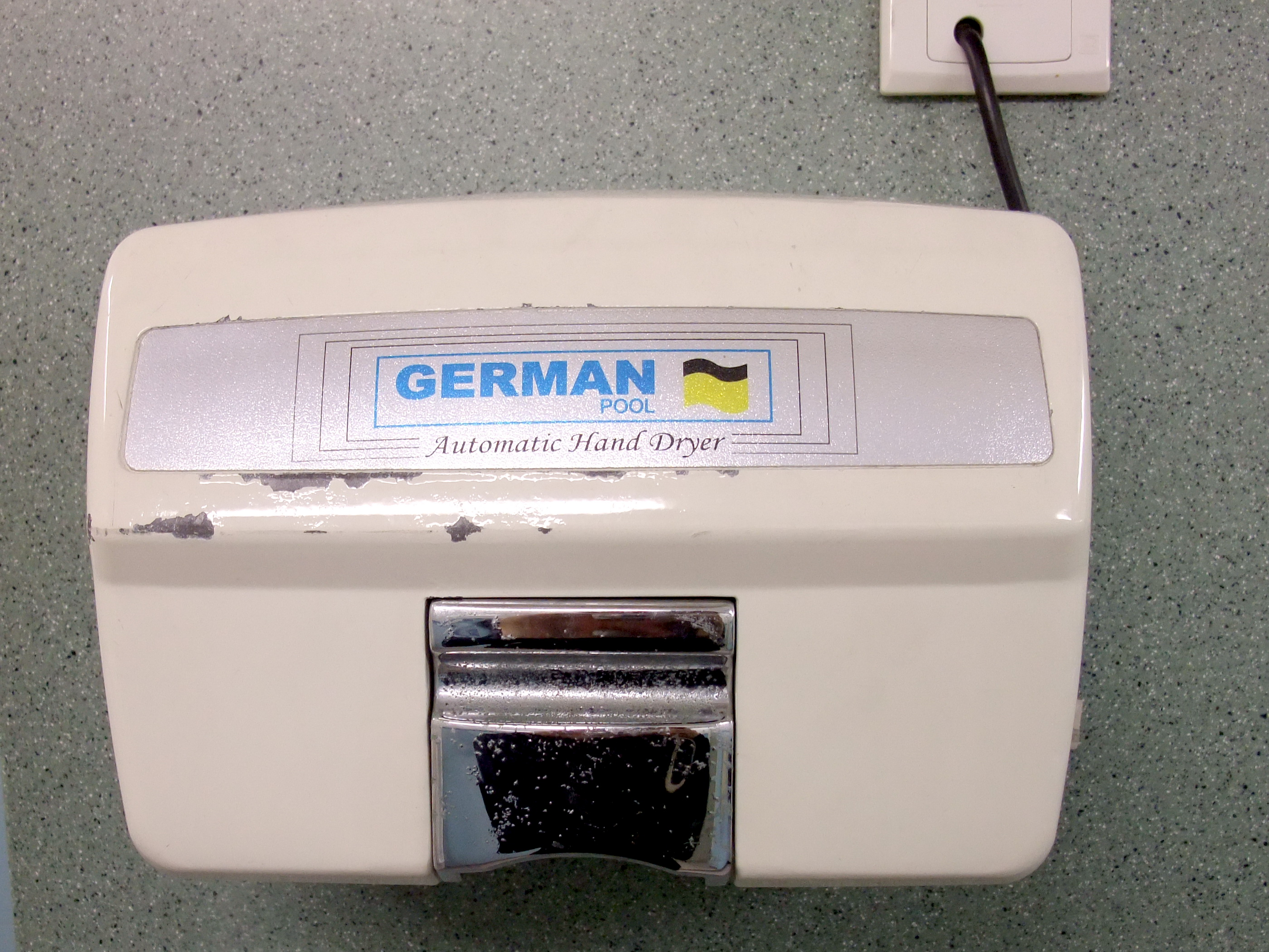
紅外線感應自動乾手機

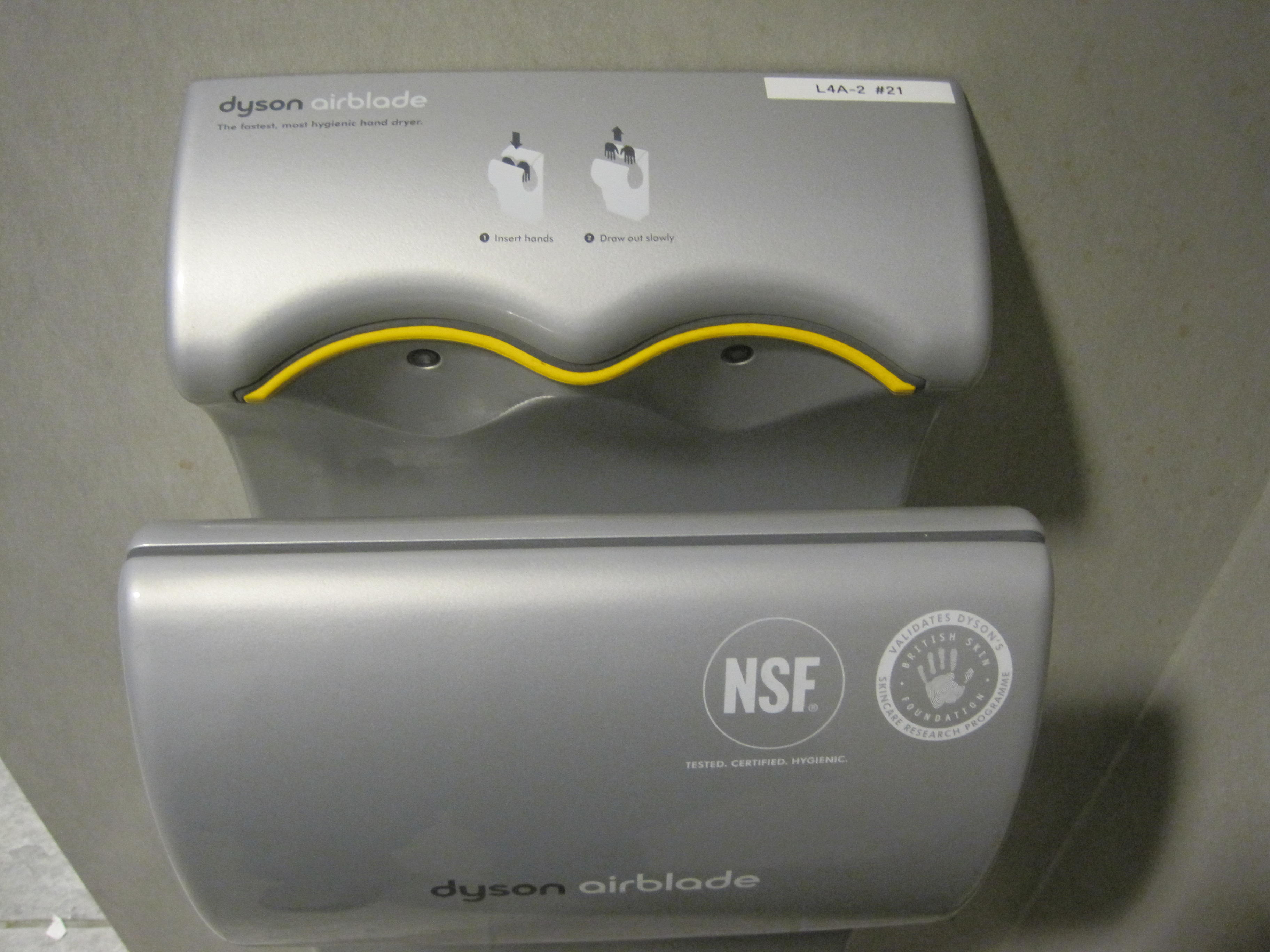
噴射式乾手機

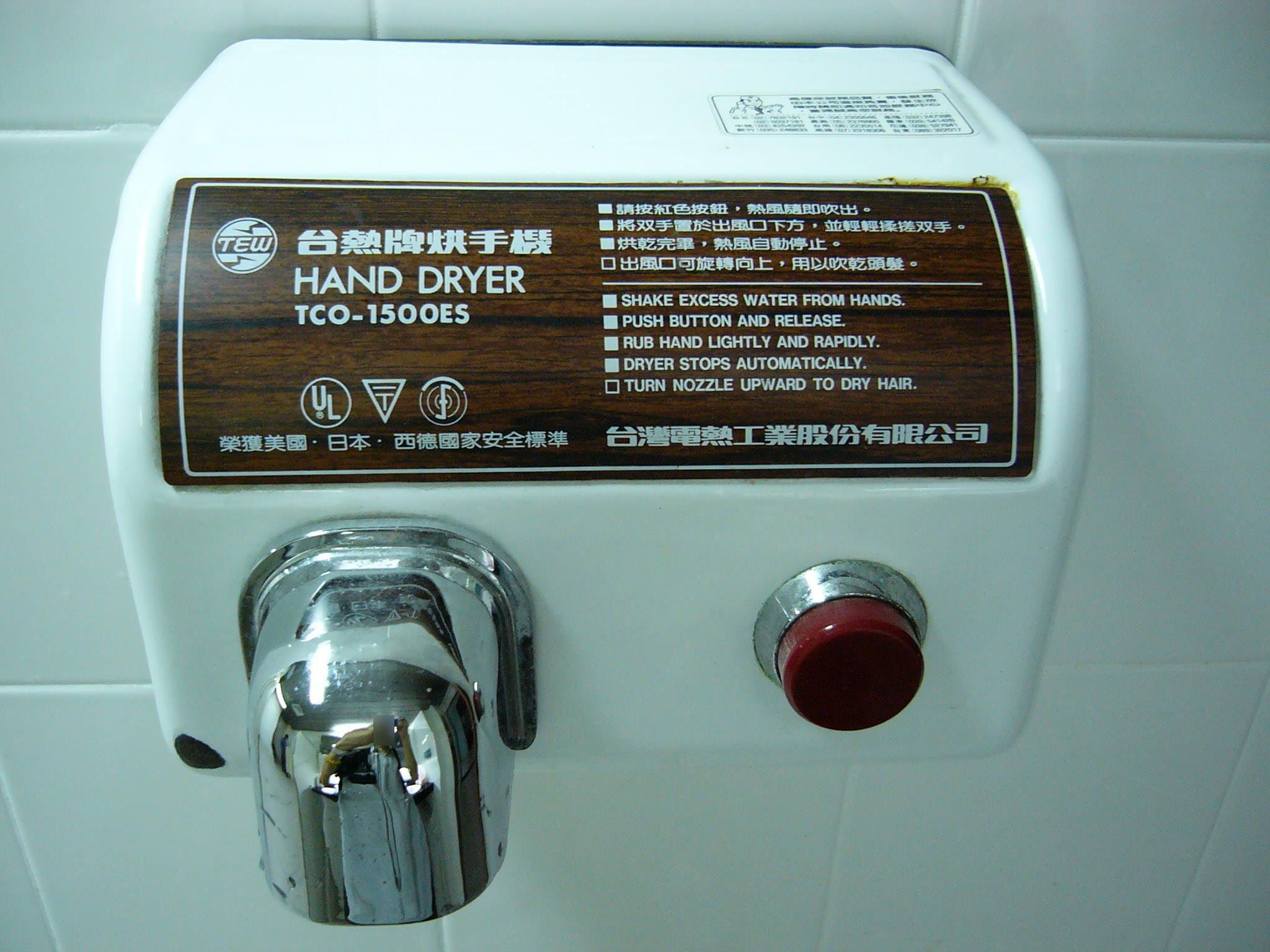
按鈕開關式乾手機

乾手機，又稱烘手機，是一種利用高速氣流吹乾洗手後雙手的電器。通常是安裝於公共洗手間或公共場所的洗手台。較新的型號採用紅外線感應，當人手伸到乾手機下時會自動開動，當手離開時，則會自動關閉。某些型號更可調校出風角度，可用以乾手或乾面。
洗手間採用乾手機，一方面可節約抹手紙用量，減少碳足跡，另一方面亦可省去不斷添加抹手紙及清理垃圾桶所需的人手。
一項由英國倫敦威斯敏斯特大學於2008年發表的研究指出，洗手後，以暖風式乾手機乾手20秒，手指上細菌量平均增加194%，手掌上細菌量平均增加254%；而以噴射式乾手機乾手10秒，手指上細菌量平均增加42%，手掌上細菌量平均增加15%；此外，以抹手紙乾手10秒，手指上細菌量平均減少達76%，手掌上細菌量平均增加達77%
另一項由美國紐約州立大學水牛城分校於2014年發表的研究則指出，給紙機上的細菌數量比快速乾手機多上7倍。

## 噪音
許多人都討厭所有乾手器發出的噪音。通常，安裝的乾手器運作時，在10英尺（3.0）的距離內會發出超過 80分貝的噪音。對使用者來說，這個噪音大得多，對於耳朵與設備高度相同的人來說，可能會超過安全限值。然而，有些設備的設計旨在降低噪音，但卻犧牲了乾燥速度。
「聽覺多樣性」這個術語是根據約翰·萊瓦克·德雷弗 (John Levack Drever) 教授關於高速乾手器的噪音影響以及聲學政策和指導不足的研究結果而創造的。

## 參閱
- 毛巾
- 紙巾
- 擦手紙機